# Косолапа
Косолапа (исп. Cosolapa)  —   муниципалитет в Мексике, входит в штат Оахака. Население — 14 305 человек (на 2005 год).